# Chickenfoot (album)
Albums de Chickenfoot
Chickenfoot III
(2011)
Singles
1. Oh Yeah
Sortie : 13 avril 2009
2. Soap On a Rope
Sortie : 18 août 2009
3. Sexy Little Thing
Sortie : 21 octobre 2009

Chickenfoot est le premier album studio du groupe de hard rock américain du même nom, publié le 5 juin 2009 en Europe et aux États-Unis. Le premier pressage de l'album a été imprimé en mode "Heat sensitive", c'est-à-dire avec une encre qui révèle des images lors d'un contact ou exposés à la chaleur au-dessus de 84 degrés Fahrenheit (29 degrés Celsius).

## Historique
Cet album fut enregistré aux studio  Skywalker Sound, Red Rocker Studios & Studio 21 en Californie. L'album fut produit par le groupe et Andy Johns connu pour son travail avec notamment Led Zeppelin et les Rolling Stones. 
Le 20 mars 2009, le groupe a sorti deux chansons, Soap On the Rope et Down the Drain sur son site officiel. Le premier single du groupe, Oh Yeah, a été offert à des stations de radio du pays, ainsi que sur son site officiel, le 13 avril 2009.
En octobre 2009, sort une Édition Deluxe. L'album propose un titre bonus et est accompagné d'un DVD d'environ 60 minutes qui comprend la présentation et la performance en public de chaque titre de l'album.
Chickenfoot entre à la 6e place du Billboard 200 à sa sortie, avec 49 000 exemplaires vendus, et est certifié disque d'or aux États-Unis en octobre 2009.

## Liste des titres
| No  | Titre                                           | Auteur                             | Durée |
| --- | ----------------------------------------------- | ---------------------------------- | ----- |
| 1.  | Avenida Revolucion                              | Hagar / Satriani                   | 5:56  |
| 2.  | Soap On A Rope                                  | Hagar / Satriani                   | 5:31  |
| 3.  | Sexy Little Thing                               | Hagar / Satriani                   | 4:14  |
| 4.  | Oh, Yeah                                        | Hagar / Satriani                   | 4:53  |
| 5.  | Runnin Out                                      | Hagar / Satriani                   | 3:51  |
| 6.  | Get It Up                                       | Hagar / Satriani                   | 4:42  |
| 7.  | Down the Drain                                  | Anthony / Hagar / Satriani / Smith | 6:16  |
| 8.  | My Kinda Girl                                   | Hagar / Satriani                   | 4:34  |
| 9.  | Learning to Fall                                | Hagar / Satriani                   | 5:12  |
| 10. | Turnin' Left                                    | Hagar / Satriani                   | 5:48  |
| 11. | Future in the Past                              | Anthony / Hagar / Satriani / Smith | 6:38  |
| 12. | Bitten By the Wolf (Titre bonus Deluxe Édition) | Hagar / Satriani / Smith           | 4:24  |

## Composition du groupe
- Joe Satriani : guitares électriques et acoustiques, claviers, chœurs, harpe, banjo.
- Sammy Hagar : chant.
- Chad Smith : batterie, percussions, chœurs
- Michael Anthony : basse, chœurs.

## Charts & certifications
| Pays                                      | Durée du classement | Meilleur classement |
| ----------------------------------------- | ------------------- | ------------------- |
| Allemagne                                 | 6 semaines          | 17e                 |
| Australie                                 | 1 semaine           | 50e                 |
| Autriche                                  | 4 semaines          | 36e                 |
| (Belgique francophone)                    | 1 semaine           | 88e                 |
| (Belgique néerlandophone)                 | 5 semaines          | 61e                 |
| Canada                                    | 4 semaines          | 5e                  |
| États-Unis (Billboard 200)                | 34 semaines         | 4e                  |
| États-Unis (Billboard Hard Rock Albums)   | 32 semaines         | 1er                 |
| États-Unis (Billboard Independent Albums) | 40 semaines         | 1er                 |
| Finlande                                  | 2 semaines          | 36e                 |
| France                                    | 9 semaines          | 67e                 |
| Italie                                    | 5 semaines          | 45e                 |
| Pays-Bas                                  | 10 semaines         | 25e                 |
| Royaume-Uni (UK Albums Chart)             | 2 semaines          | 23e                 |
| Royaume-Uni (UK Rock and Metal Chart)     | -                   | 1er                 |
| Suède                                     | 4 semaines          | 36e                 |
| Suisse                                    | 9 semaines          | 11e                 |

| Pays       | Certification | Ventes    | Date       |
| ---------- | ------------- | --------- | ---------- |
| Canada     | Or            | 40 000+   | 25/11/2009 |
| États-Unis | Or            | 500 000 + | 10/09/2009 |
| Suède      | Or            | 20 000 +  | 20/12/2009 |

### Charts singles
| Année | Single           | Chart                  | Durée du classement | Position |
| ----- | ---------------- | ---------------------- | ------------------- | -------- |
| 2009  | Oh Yeah          | Mainstream Rock Tracks | 18 semaines         | 21e      |
| 2009  | Oh Yeah          | Canada Rock            | 20 semaines         | 7e       |
| 2010  | Sexy Litle Thing | Mainstream Rock Tracks | 1 semaine           | 40e      |